# Бурлак-Волканов, Петр
Петр Бурлак-Волканов (Петър Бурлак-Вълканов; 1939—2005) — бессарабский болгарский поэт.
Родился 18 января 1939 года в селе Островное (болгарское название Бабата; ныне Одесская область, Украина). Окончил Приднестро́вский госуда́рственный университе́т им. Т. Г. Шевче́нко, Молдавия, жил в г. Кишинёве. Умер 3 октября 2005.
Первый сборник стихов на болгарском «Моя южна равнина» издает в Кишиневе в 1967 году, автор более десятка книг на болгарском языке — «Вярност» (1972), «Далечни извори» (1976), «Монолог на земята» (1977), «Равноденствие» (1982), «Години» (1989), «Такъв съм млад» (2004), «Стара планина» (2004), «Приказки на леля Чичеля» и другие. Публикует свои стихи в болгарских газетах, журналах и антологиях. Член Союза писателей (бывший) СССР — 1972, Союза писателей Молдовы. Член Союза болгарских писателей.
В 2017 году выходит сборник «Корени», посвящённый 50-летию издания первого сборника поэта и 200-летию его родного села, куда вошли не изданные при жизни стихи.
Указом Президента Болгарии Георгия Пырванова от 09.05.2003, Петр Бурлак-Волканов был награждён орденом «Мадарский всадник» II степени за свою литературную и просветительскую деятельность и за особый вклад в популяризации болгарской культуры в Молдавии и на Украине.
Темами в работах Петра Бурлака-Волканова являются родной дом его отца, поля, виноградники, колодцы, трудолюбивые люди.